# Halowe Mistrzostwa Europy w Lekkoatletyce 1998
XXV Halowe Mistrzostwa Europy odbyły się w dniach 27 lutego-1 marca 1998 w Walencji.

## Klasyfikacja medalowa
| Pozycja | Państwo         | Złoto | Srebro | Brąz | Razem |
| ------- | --------------- | ----- | ------ | ---- | ----- |
| 1.      | Niemcy          | 5     | 4      | 3    | 12    |
| 2.      | Rosja           | 3     | 4      | 4    | 11    |
| 3.      | Polska          | 3     | 2      | 1    | 6     |
| 4.      | Wielka Brytania | 3     | 1      | 2    | 6     |
| 5.      | Ukraina         | 3     | 1      | 0    | 4     |
| 6.      | Rumunia         | 2     | 1      | 1    | 4     |
| 7.      | Francja         | 1     | 2      | 5    | 8     |
| 8.      | Czechy          | 1     | 2      | 2    | 5     |
| 9.      | Portugalia      | 1     | 2      | 0    | 3     |
| 10.     | Włochy          | 1     | 1      | 0    | 2     |
| 11.     | Grecja          | 1     | 0      | 1    | 2     |
| 12.     | Austria         | 1     | 0      | 0    | 1     |
| 12.     | Łotwa           | 1     | 0      | 0    | 1     |
| 14.     | Hiszpania       | 0     | 1      | 2    | 3     |
| 15.     | Finlandia       | 0     | 1      | 1    | 2     |
| 15.     | Węgry           | 0     | 1      | 1    | 2     |
| 15.     | Holandia        | 0     | 1      | 1    | 2     |
| 18.     | Cypr            | 0     | 1      | 0    | 1     |
| 18.     | Szwecja         | 0     | 1      | 0    | 1     |
| 20.     | Islandia        | 0     | 0      | 1    | 1     |
| 20.     | Norwegia        | 0     | 0      | 1    | 1     |

## Wyniki zawodów

### Mężczyźni

#### Konkurencje biegowe
| Konkurencja | Złoto                         | Złoto   | Srebro                           | Srebro  | Brąz                           | Brąz    |
| ----------- | ----------------------------- | ------- | -------------------------------- | ------- | ------------------------------ | ------- |
| 60 m        | Angelos Pawlakakis · Grecja   | 6,55    | Jason Gardener · Wielka Brytania | 6,59    | Stéphane Cali · Francja        | 6,60    |
| 200 m       | Serhij Osowycz · Ukraina      | 20,40   | Aninos Markulidis · Cypr         | 20,65   | Allyn Condon · Wielka Brytania | 20,68   |
| 400 m       | Rusłan Maszczenko · Rosja     | 45,90   | Ashraf Saber · Włochy            | 45,99   | Robert Maćkowiak · Polska      | 46,00   |
| 800 m       | Nils Schumann · Niemcy        | 1:47,02 | Marko Koers · Holandia           | 1:47,20 | Vebjørn Rodal · Norwegia       | 1:47,40 |
| 1500 m      | Rui Silva · Portugalia        | 3:44,57 | Abdelkader Chékhémani · Francja  | 3:44,89 | Andriej Zadorożnyj · Rosja     | 3:44,93 |
| 3000 m      | John Mayock · Wielka Brytania | 7:55,09 | Manuel Pancorbo · Hiszpania      | 7:55,23 | Alberto García · Hiszpania     | 7:55,24 |
| 60 m ppł    | Igors Kazanovs · Łotwa        | 7,54    | Tomasz Ścigaczewski · Polska     | 7,56    | Mike Fenner · Niemcy           | 7,58    |

#### Konkurencje techniczne
| Konkurencja    | Złoto                              | Złoto | Srebro                     | Srebro | Brąz                      | Brąz  |
| -------------- | ---------------------------------- | ----- | -------------------------- | ------ | ------------------------- | ----- |
| skok wzwyż     | Artur Partyka · Polska             | 2,31  | Wiaczesław Woronin · Rosja | 2,31   | Tomáš Janků · Czechy      | 2,29  |
| skok o tyczce  | Tim Lobinger · Niemcy              | 5,80  | Michael Stolle · Niemcy    | 5,80   | Danny Ecker · Niemcy      | 5,75  |
| skok w dal     | Ołeksij Łukaszewycz · Ukraina      | 8,06  | Carlos Calado · Portugalia | 8,05   | Emmanuel Bangué · Francja | 8,05  |
| trójskok       | Jonathan Edwards · Wielka Brytania | 17,43 | Charles Friedek · Niemcy   | 17,15  | Serge Hélan · Francja     | 17,02 |
| pchnięcie kulą | Sven-Oliver Buder · Niemcy         | 21,47 | Mika Halvari · Finlandia   | 20,59  | Arsi Harju · Finlandia    | 20,53 |
| siedmiobój     | Sebastian Chmara · Polska          | 6415  | Dezső Szabó · Węgry        | 6249   | Lew Łobodin · Rosja       | 6226  |

### Kobiety

#### Konkurencje biegowe
| Konkurencja | Złoto                          | Złoto   | Srebro                        | Srebro  | Brąz                               | Brąz    |
| ----------- | ------------------------------ | ------- | ----------------------------- | ------- | ---------------------------------- | ------- |
| 60 m        | Melanie Paschke · Niemcy       | 7,14    | Frédérique Bangué · Francja   | 7,18    | Odiah Sidibé · Francja             | 7,22    |
| 200 m       | Swietłana Gonczarienko · Rosja | 22,46   | Melanie Paschke · Niemcy      | 22,50   | Ekaterini Kofa · Grecja            | 22,86   |
| 400 m       | Grit Breuer · Niemcy           | 50,45   | Ionela Târlea · Rumunia       | 50,56   | Helena Fuchsová · Czechy           | 51,22   |
| 800 m       | Ludmila Formanová · Czechy     | 2:02,30 | Malin Ewerlöf · Szwecja       | 2:03,61 | Judit Varga · Węgry                | 2:03,81 |
| 1500 m      | Theresia Kiesl · Austria       | 4:13,62 | Lidia Chojecka · Polska       | 4:14,93 | Violeta Szekely · Rumunia          | 4:15,54 |
| 3000 m      | Gabriela Szabó · Rumunia       | 8:49,96 | Fernanda Ribeiro · Portugalia | 8:51,42 | Marta Domínguez · Hiszpania        | 8:57,72 |
| 60 m ppł    | Patricia Girard · Francja      | 7,85    | Swietłana Lauczowa · Rosja    | 8,01    | Diane Allahgreen · Wielka Brytania | 8,02    |

#### Konkurencje techniczne
| Konkurencja    | Złoto                          | Złoto    | Srebro                        | Srebro | Brąz                        | Brąz  |
| -------------- | ------------------------------ | -------- | ----------------------------- | ------ | --------------------------- | ----- |
| skok wzwyż     | Monica Iagăr · Rumunia         | 1,96     | Alina Astafei · Niemcy        | 1,94   | Jelena Jelesina · Rosja     | 1,94  |
| skok o tyczce  | Anżeła Bałachonowa · Ukraina   | 4,45 WR  | Daniela Bártová · Czechy      | 4,40   | Vala Flosadóttir · Islandia | 4,40  |
| skok w dal     | Fiona May · Włochy             | 6,91     | Tatiana Ter-Mesrobian · Rosja | 6,72   | Linda Ferga · Francja       | 6,67  |
| trójskok       | Ashia Hansen · Wielka Brytania | 15,16 WR | Šárka Kašpárková · Czechy     | 14,76  | Jelena Lebiedienko · Rosja  | 14,32 |
| pchnięcie kulą | Irina Korżanienko · Rosja      | 20,25    | Wita Pawłysz · Ukraina        | 20,00  | Corrie de Bruin · Holandia  | 18,97 |
| pięciobój      | Urszula Włodarczyk · Polska    | 4808 CR  | Irina Biełowa · Rosja         | 4631   | Karin Specht · Niemcy       | 4523  |

## Objaśnienia skrótów
- WR – rekord świata
- CR – rekord mistrzostw Europy